# 青少年問題に関する特別委員会
青少年問題に関する特別委員会（せいしょうねんもんだいにかんするとくべついいんかい）は、日本の衆議院に設置されていた特別委員会。「青少年特別委員会」「青少年特」「青特」などと略される。国会法第45条の規定に基づき設置されていた。

## 概要
青少年問題に関する特別委員会は、衆議院に置かれていた特別委員会である。青少年問題に関する特別委員会が国会に最初に置かれたのは、第145回国会（1999年（平成11年）1月19日召集）である。第186回国会まですべての国会で設置されていた。
青少年問題に関する特別委員会は、青少年問題の総合的な対策を確立を目的に設置されている。
なお、参議院には本委員会に対応する委員会は設置されておらず、本委員会で審査した法案は参議院では内閣委員会や法務委員会、文教科学委員会などの常任委員会で審査されることが多かった。
委員の選任は、すべて議長の指名によって行われる（衆議院規則37条）。実際には、各議院運営委員会において、各会派の議席数に応じて各委員会の委員の員数も配分され、個別の人事は配分された員数の範囲内で各会派によって行われる。
委員長は、委員の互選（国会法45条）で選任されると定められているが、投票によらないで動議によって選出されることがほとんどである。委員長の選挙は年長者が主催することになっている（衆議院規則101条）。事前に各会派間で協議された特別委員長各会派割当てと会派申出の候補者に基づいておこなわれる。なお、委員長に事故があった場合は理事が職務を行うことになっている（衆議院規則38条2項）。
理事の選任は委員の互選（衆議院規則38条1項）となっているが、委員会設置以来すべて委員長の指名により行われている。理事の員数および各会派割当ては議院運営委員会で決定した基準により、選挙など会派の構成が大きく変わった際に見直される。

## 衆議院
- 衆議院における委員の選任は、総選挙後初めて召集される会期の始めに行われる（国会法第42条および衆議院委員会先例集9号）か、国会法または衆議院規則の改正により必要となったとき（衆議院委員会先例集10号）のみであり、その他の場合は異動とみなし、委員の辞任と補欠選任で対処することになっている。
- 多くの会派は、総選挙後の国会と毎年秋に召集される臨時国会の冒頭で各委員の構成を見直すことを例としていることから、実際に委員の構成が大きく変わるのはその際である。
- 委員の会派割当数は所属議員の比率により議院運営委員会において決定される（国会法第46条および衆議院委員会先例集12号）。

### 組織
衆議院青少年問題に関する特別委員会の員数は25人である（衆議院規則100条）。委員長1名、理事5名が選出または指名される。
衆議院青少年問題に関する特別委員会の組織
2014年（平成26年）9月24日現在
- 青少年問題に関する特別委員長
  - 遠藤利明（自由民主党）

- 理事
  - 鈴木淳司、渡嘉敷奈緒美（自由民主党）
  - 中根康浩（民主党・無所属クラブ）
  - 坂本祐之輔（維新の党）
  - 稲津久（公明党）

- 委員
  - 赤枝恒雄、秋元司、伊藤忠彦、岩田和親、熊田裕通、小林茂樹、後藤田正純、新開裕司、田畑裕明、堀内詔子、松本文明、宮川典子（自由民主党）
  - 菊田真紀子、柚木道義（民主党・無所属クラブ）
  - 鈴木望（維新の党）
  - 浮島とも子（公明党）
  - 杉田水脈（次世代の党）
  - 佐藤正夫（みんなの党）
  - 宮本岳志（日本共産党）

### 所管事項
衆議院青少年問題に関する特別委員会の所管事項は次の通り。
1. 青少年問題の総合的な対策

国政調査案件
1. 青少年問題に関する事項

## 歴代委員長
- 石田勝之
- 富田茂之
- 青山二三
- 肥田美代子
- 武山百合子
- 藤村修
- 近藤昭一
- 小宮山洋子
- 玄葉光一郎
- 末松義規
- 池坊保子
- 高木美智代
- 稲津久
- 松島みどり
- 遠藤利明

## 所管国務大臣等
委員会が審査又は調査を行うときは、政府に対する委員の質疑は、国務大臣又は内閣官房副長官、副大臣若しくは大臣政務官に対して行う（参議院規則42条の2）。どの国務大臣等に対して出席を求めるかは、各議院の委員会において、委員長及び理事の協議で決定される。青少年問題に関する特別委員会において出席を求められる主な国務大臣等は、以下の通り。
- 内閣府特命担当大臣
  - 有村治子（自由民主党）

第2次小泉内閣・第2次小泉改造内閣・第3次小泉内閣（2003年9月22日～2005年10月30日）まで青少年育成担当大臣の職が設置されていたが、第3次小泉改造内閣以降は内閣府特命担当大臣（男女共同参画担当）、内閣府特命担当大臣（少子化対策担当）が青少年問題を担当している。
- 以上の国務大臣の下に置かれる内閣官房副長官、副大臣、大臣政務官など。